# L'Île-Saint-Denis
L'Île-Saint-Denis je severno predmestje Pariza in občina v  departmaju Seine-Saint-Denis osrednje francoske regije Île-de-France. Leta 2010 je imelo naselje 7.025 prebivalcev.

## Geografija
Celotna občina leži na otoku sredi reke Sene, od tod tudi njeno ime, 9 km severno od središča Pariza.

## Administracija
L'Île-Saint-Denis skupaj z deli ozemelj občine Saint-Ouen in Saint-Denis tvori kanton Saint-Denis-Jug, slednji je sestavni del okrožja Saint-Denis.

## Zanimivosti
- cerkev sv. Petra iz leta 1884, zgrajena na mestu nekdanje cerkve iz 17. stoletja
- most Pont de l'Île-Saint-Denis iz začetka 20. stoletja.